# جیمی لانگفیلد
جیمی لانگفیلد (انگلیسی: Jamie Langfield؛ زادهٔ ۲۲ دسامبر ۱۹۷۹) بازیکن فوتبال اهل بریتانیا است.
از باشگاه‌هایی که در آن بازی کرده‌است می‌توان به باشگاه فوتبال سنت میرن، باشگاه فوتبال پاتریک تیسل، باشگاه فوتبال داندی، باشگاه فوتبال آبردین، و باشگاه فوتبال دانفرملین اتلتیک اشاره کرد.
وی همچنین در تیم ملی فوتبال Scotland B بازی کرده‌است.